# Toki, Gifu
Toki (japanska: 土岐市?, Toki-shi) är en stad i Gifu prefektur i Japan. Staden fick stadsrättigheter 1955.